# Condado de Webster (Virgínia Ocidental)
O Condado de Webster é um dos 55 condados do estado norte-americano da Virgínia Ocidental. A sede do condado é Webster Springs, que é também a sua maior cidade. O condado tem uma área de 1440 km² (dos quais 0,0 km² estão cobertos por água), uma população de 9719 habitantes, e uma densidade populacional de 7 hab/km² (segundo o censo nacional de 2000). O condado foi fundado em 1860 e recebeu o seu nome em homenagem a Daniel Webster (1782-1852), que foi senador pelo Massachusetts (1827-1841 e 1845-1850), e secretário de Estado dos Estados Unidos (1841-1843 e 1850-1852).